# Mister E
Mister E es un personaje ficticio que aparece en cómics publicados por DC Comics. Creado por Bob Rozakis y Jack C. Harris, su primera aparición fue en el número 31 de Secrets of Haunted House (diciembre de 1980), donde protagonizó historias publicadas durante 10 números. Posteriormente, fue radicalmente rediseñado por Neil Gaiman en la miniserie Los libros de la magia, tras la cual protagonizó su propia miniserie y pasó a aparecer regularmente en varios títulos pertenecientes a la línea Vertigo.

## Biografía ficticia del personaje
El verdadero nombre de Mister E es Erik, quien, de niño, era repetidamente maltratado por su padre. Erik intentaba proteger a su hermana Katarina de su padre, pero fracasó. Un día, Erik encontró fotografías degradantes de su madre y de su hermana escondidas bajo la cama de su padre, quien averiguó que Erik sabía sus secretos. En consecuencia, arrancó los ojos de Erik con una cuchara afilada. Su padre creía que la humanidad era inherentemente malvada, y pensaba que cegar a su hijo era el único modo de salvarle de la tentación. Estas experiencias infantiles convirtieron a Erik en un psicótico y peligroso fanático. Todavía albergaba un profundo amor por su padre, por lo que bloqueó de su memoria la razón por la que este le mutiló, creando la ficción de que lo hizo porque sorprendió a Erik ojeando revistas para adultos.
Erik se mudó a Boston, y, bajo el pseudónimo «Mister E», consiguió cierta fama como historiador y justiciero, buscando y destruyendo a los seres que percibía como malignos. Su especialidad era lo sobrenatural, y luchó contra muchos seres mágicos durante los años. En cierto momento, se encontró con Superman. Contrató a una joven mujer recientemente emigrada de Dublín llamada Kelly O'Toole para ser su ayudante, tras ayudarla a derrotar a su antiguo empleador, el Juez Kobold, quien era al mismo tiempo un hombre lobo y un vampiro, y que había condenado a muchas supuestas brujas a la horca. Luchó contra falsos zombis, criaturas construidas a partir de cadáveres por científicos locos, y contra un leprechaun que había otorgado a la madre de Kelly los medios económicos para visitarla en Boston. Ayudó a un hombre joven, David Neu (Neu es el apellido de la mujer de Rozakis), quien buscaba manuscritos de Cotton Mather, a matar a un sabueso que supuestamente pertenecía a las brujas de Salem, y también le contrató como ayudante. Junto a ellos, batalló contra otro sabueso infernal, así como contra un descendiente de Mathew Maule, que aseguraba ser el mismo Maule.
Mister E se unió al Doctor Occult, John Constantine y el Fantasma Errante para enseñar al joven Tim Hunter los caminos de la magia, formando el grupo llamado La brigada de la gabardina. Tim estaba destinado a convertirse en un poderoso hechicero, pero Mister E creía que, un día, sería una gran amenaza para la Humanidad. Mister E viajó al futuro con Tim, enseñándole una línea temporal en la que Tim lideró a las fuerzas del mal contra el mundo. Mister E intentó entonces matar a Tim en el fin del Universo, pero fue interrumpido por Destino y Muerte de los Eternos. Muerte envió a Tim atrás en el tiempo, pero no ayudó a Mister E, por lo que se vio forzado a volver a su tiempo de un modo más lento.
Mister E estaba determinado en volver atrás en el tiempo y matar a Tim, pero fue aparcado en el tiempo por la Tentadora y el Creador de Sombras. Estos dos seres místicos representaban partes reprimidas de la propia mente de Mister E. Al final, Mister E y el Creador de Sombras destruyeron a la Tentadora. De vuelta del final del tiempo, Mister E se encontró con Pyotr Konstantin, que le ayudó a volver al presente. Mister E tomó la difícil decisión de dejar vivir a Tim Hunter , rompiendo por tanto el ciclo de abusos comenzado por su propio padre.

### La Brigada de la Gabardina
E intentó vivir una vida normal en Nueva York, llegando incluso a hacer amigos y hablar con mujeres. Sufría de visiones de un mundo devorado por un dios cancerígeno llamado M'Nagalah, y supo que Pyotr Konstantin, de algún modo, lo había causado. En lo profundo de la noche, Mister E irrumpió en los hogares de inmigrantes rusos para encontrar a Pyotr, amenazándoles con su martillo y sus estacas. Las actividades nocturnas de E llegaron a las noticias, y John Constantine supo que tenía que ser él, por lo que convocó a los miembros restantes de la Brigada de la Gabardina para hablar con él. E llevó a la Brigada de la Gabardina en un viaje a un futuro posible, donde la única persona viva era Pyotr. E atravesó con una estaca el corazón de Pyotr, pero no le mató, y este convocó a los dioses oscuros conocidos como los Gimoteantes para atacar a la Brigada. La Brigada ganó la batalla y Pyotr les dijo que podían prevenir la tragedia que había causado si le llevaban de vuelta al siglo XVII, a lo que E accedió. En el pasado, Pyotr hizo un hechizo para forzar a la Brigada a enfrentarse y encargarse de sus fracasos pasados y su culpabilidad, mientras intentó prevenir a su yo más antiguo de iniciar la cadena de acontecimientos que culminaron en la llegada de M'nagalah. La Brigada conquistó sus miedos y encontró a Pyotr, que había fracasado en su intento de detener a su yo anterior. E llevó a la Brigada a la época del desastre nuclear de Chernobyl, cuando el pasado yo de Pyotr y Elliana de los Leshy, cuya gente había sido destruida por la humanidad, trajeron a M'nagalah a la Tierra. E permitió utilizar su propio cuerpo a M'nagalah, ya que este necesitaba un mortal consumido por la culpabilidad para tener una existencia corporal. E conquistó su culpabilidad y a M'nagalah, evitando que su visión de la destrucción del mundo ocurriese.
Timothy Hunter intentó más tarde contactar con Constantine, el Errante y Occult. Su poder envió su mensaje a todo el mundo, incluyendo a E, quien apareció junto a los otros miembros de la Brigada e intentó pedir disculpas a Tim por haberle intentado asesinar.

### The New 52
En la nueva continuidad del Universo DC llamada the New 52, los ojos de E sangran, a causa de un hechizo desconocido. Aparece como un enemigo de Constantine. Constantine le ha descrito como uno de los magos más crueles y locos del mundo. Habla con acento sureño y viste de blanco.

## Poderes y habilidades
A pesar de que su ceguera, el mayor poder de Mister E reside en su habilidad para «ver» el mal. A menudo lleva armas para luchar contra seres sobrenaturales (balas de plata, estacas de madera, crucifijos, etc.). Desde sus primeras apariciones ya se intuyeron indicios de su desequilibrio mental (por ejemplo, cuando justificó las ejecuciones consecuencia de los juicios de Salem).
En la miniserie de Los libros de la magia, se reveló que Mister E se había quedado ciego siendo niño, cuando su desequilibrado padre le arrancó los ojos. Todavía tiene la habilidad de ver «lo que necesita ser visto», pero ahora también puede percibir el bien y el mal en las almas de otros. Aprendió la habilidad de caminar a través del tiempo de su yo más mayor. Mister E sufre de un trastorno múltiple de la personalidad, ya que cambia de una personalidad tranquila a la de un fundamentalista cristiano.
En the New 52, E tiene un bastón que puede arrancar el alma de una persona de su cuerpo.